# Josep Font i Gumà
Josep Font i Gumà (Villanueva y Geltrú, Garraf, 1859-1922) fue un arquitecto, licenciado en 1885, y académico de Sant Jordi en 1922. Nació en una familia de la pujante burgesia industrial catalana, su abuelo materno Sebastián Gumá y Soler fundó la segunda fábrica textil movida a vapor de España y la primera en funcionar. 
Destacó por ser gran aficionado y colecionista de baldosas. Su notable colección de cerámica catalana, que comprende del siglo XIV al siglo XVI, la fue conformando a partir de numerosas excursiones arqueológicas con sus amigos Domènech i Montaner y Antoni Maria Gallissà. Fruto de su pasión, publicó el importante trabajo "Rajoles d'art vidriades catalanes i valencianes" (Baldosas de arte vidriadas catalanas y valencianas, 1905).
En Villanueva y Geltrú realizó la fuente de la Plaza de Soler i Gustems en 1893 y logró que la Diputación Provincial de Barcelona restaurase el Castillo de Geltrú —encargado a Jeroni Martorell— a cambio de la cesión de su colección de baldosas.
En Barcelona se encargó de la reforma del Palacio Savassona como sede del Ateneo Barcelonés de 1904, la Casa Puig i Colom de Barcelona (1913-14) y la Casa de Mercedes Niqui (1910) por la que fue galardonado con el Primer Premio del Concurso anual de edificios artísticos.
Entre sus obras también destaca el hospital de Sitges y de la fábrica Pirelli de Villanueva.
- Datos: Q11038407
- Multimedia: Josep Font i Gumà / Q11038407